# EF1α-Promotor
EF1α-Promotor bezeichnet einen Promotor des Elongationsfaktors EF1α. Er ist neben dem CAG-Promotor und dem CMV-Promotor einer der meistverwendeten Promotoren in Expressionsvektoren.

## Eigenschaften
Der humane EF1α-Promotor steuert in Zellen die konstitutive Genexpression des Elongationsfaktors 1α. Er erzeugt dabei im Vergleich zu vielen anderen Promotoren der Wirtszelle größere Mengen an Proteinen. Dadurch können dem Promotor gentechnisch nachgeschaltete Transgene verstärkt abgelesen werden, wodurch mehr mRNA und in Folge mehr rekombinante Proteine erzeugt werden. Daher wird er zur Überexpression  verschiedener rekombinanter Proteine in Zellkulturen von Säugetier-Zelllinien oder -Primärzellen, darunter in humanen T-Zellen und NK-Zellen, CHO-Zellen, Rattenzellen, Rinderfibroblasten, Schweinefibroblasten und Schizosaccharomyces pombe, verwendet. Der essentielle Bereich des EF1α-Promotors ist mit etwa 210 Basenpaaren einer der kürzesten starken Promotoren für Expressionsvektoren.

## Zelltypabhängigkeit
Der EF1α-Promotor zählt mit dem CAG-Promotor zu den Promotoren mit gleichmäßig starker Expression in verschiedenen Säugetierzellen.

## Störfaktoren
Die Aktivität des EF1a-Promotors kann in transgenen Tieren aufgrund umfangreicher DNA-Methylierung reprimiert werden (Silencing). Daher ist er zumindest für die forcierte Expression einiger Proteine, wie das Beispiel ACE2 zeigt, nicht geeignet.